# 科鲁里皮
科鲁里皮是巴西阿拉戈斯州的一个市镇。总面积971.4平方公里，总人口53369人，人口密度54.9人/平方公里。